# فلم النشوة المقدسة
فيلم النشوة المقدسة 2010 أمريكي مستقل جريمة دراما من إخراج كيفين آش وتأليف أنطونيو ماسيا
النجوم جيسي أيزنبرغ وجوستين بارثا وآري غراينور وداني أبيكاسير وكيو -تيبمستوحى عن قصة حقيقية لشاب حسيديك تم استدراجه إلى عالم تهريب المخدرات الدولي في أواخر التسعينيات.

## الأحداث
كان سام جولد ( قام بدوره جيسي أيزنبرغ ) رجل يهودي أرثوذكسي معتدل الطباع يبلغ من العمر 20 عامًا يعيش مع عائلته الكبيرة في منطقة بورو بارك في بروكلين
كان سام يعمل بمتجر أقمشة والده وفى نفس الوقت يستكمل دراسته ليكون حاخامًا
يأمل هو وعائلته في ترتيب زواج له من زيلدي لازار (قامت بدورها ستيلا كيتل). ولكن عائلة سام أفقر بكثير من عائلة لازار ويخشى أنه لن يكون قادرًا على إعالتهم.
يقبل سام وصديقه المقرب ليون (قام بدوره جايسون فوكس ) عرض عمل غامض من يوسف (قام بدوره جاستن بارثا ) شقيق ليون ورئيسه جاكي الإسرائيلي (داني أبيكاسر). تحت رعاية زيارة حاخام في أتلانتيك سيتي
يرسلهم يوسف إلى أمستردام بانتظار تعليماته وأثناء وجودهما أُعطي الزوجان حقيبة يدعى يوسف إنها تحتوي على دواء وتم توجيههما لتمريرها عبر الجمارك في نيويورك. قد اكتشف الزوجان أن الحقيبة تحتوي على بودره مخدرات خالصة.
رفض ليون المزيد من العمل مع يوسف أو عمليته لكن سام ينجذب إلى المال السهل ويقرر الاستمرار.
يصبح سام مشاركًا في عملية جاكي ويقوم برحلات إلى أمستردام لنقل الحقائب. كما انه يحصل على أموال مقابل تجنيد شباب يهود أرثوذكس آخرين كحاملين للمخدرات
يلتقي سام بالفتاة اليهودية الليبرالية راشيل (قامت بدورها آري غرينور) صديقة جاكي ، ويشرب الخمر ويشرب النشوة مع العصابة.
وقد توسط سام في صفقة تجارية مع شركة تصنيع الأدوية الأوروبية إفرايم فإن نفوذه في المنظمة ينمو ، وكذلك علاقاته مع يوسف وراشيل
بهذه الأثناء يهمل سام المدرسة ويدعى أنه يقوم باستيراد قانوني للأدوية ويطرده والديه من المنزل خوفًا من سمعة عائلتهما
ثم يكتشف سام أن يوسف كان يسرق الأموال من جاكي من خلال الصفقات الجانبية والتي يعترض عليها سام خوفًا من تداعيات ذلك.
يذهب سام للقاء جاكي الذي يغادر على الفور لحضور اجتماع في ملهى ليلي. بينما هو وحيدت تحاول راشيل إغواء سام وتشجيعه على الهروب معها
تريد جاكي أن تشحن بودره تحتوي على نسبة أعلى من المخدرات الأخرى وعندما عبر سام عن اعتراضاته ثم يقرر سام مواصلة العملية على الرغم من المخاطر المضافة ؛ هذه المخدرات ويتم القبض على الشباب الحاملين لها.
و لم يعد سام يرتدي ملابس مثل يهودي أرثوذكسي ولم يتم فحصه في الجمارك مع الشباب وتمكن من الهرب ليذهب يحذر يوسف ، و في ملهى ليلي. يقود يوسف وهو منتشي سياراتهم إلى الساحل الغربي مع اقتراب صفارات الإنذار من مسافة بعيدة ، حتى توقفت سيارة شرطة.

### جوائز و ترشيحات
تم ترشيحت هولي رولرز لجائزة لجنة التحكيم الكبرى لمهرجان صندانس السينمائي 2010
وفاز المخرج كيفن آش بجائزة المخرج الاختراق في حفل توزيع جوائز جوثام 2010
كما فازت هولي رولرز بجائزة كارتييه في مهرجان دوفيل السينمائي
ظهرت أغنية النهاية "Darkness Before the Dawn" ، التي كتبها إم جي مينارسكي وبول كوماسكي ، في القائمة المختصرة لأفضل أغنية أصلية في حفل توزيع جوائز الأوسكار الـ 83 . 